# 高橋門駅
高橋門駅（こうきょうもんえき）は、中華人民共和国江蘇省南京市秦淮区光華路街道緯七路と梅家廊路の交差点にある、南京地下鉄10号線の駅である。

## 駅名
駅名については、事業着手当初は南京地下鉄集団は「七橋甕公園駅」の仮称を用いており、2021年11月30日に「梅家廊駅」を駅名として第一次公示され、2021年12月22日に駅名が「高橋門駅」に決定したことが発表された。

## 隣の駅
南京地下鉄
■10号線
楊荘駅 - 高橋門駅 - 承天大道駅